# Skoky do vody na mistrovství Evropy v plaveckých sportech 1983
Závody v skocích do vody na mistrovství Evropy v plaveckých sportech za rok 1983 proběhly v Římě, Itálie ve dnech 20. až 27. srpna 1983.

## Československá stopa
Československo reprezentovaly Alena Niederlová (*1962), Heidemarie Grécká (*1965) a Hana Novotná (*1964). Všechny z pražského klubu Vysokých škol. V disciplíně skoku z 3 m prkna obsadila Grécká ve finále 5. místo z 21 závodnic. V disciplíně skoku z 10 m věže obsadila Niederlová ve finále 7. místo a Novotná ve finále 8. místo. Startovalo 18 závodnic. Šéftrenérkou reprezentace byla Marie Čermáková.

## Výsledky
| Muži              | Zlato                    | Zlato  | Stříbro                     | Stříbro | Bronz                     | Bronz  |
| ----------------- | ------------------------ | ------ | --------------------------- | ------- | ------------------------- | ------ |
| Skoky z 3 m prkna | Petar Georgiev (BUL)     | 619,80 | Nikolaj Drošin (URS)        | 618,87  | Christopher Snoda (GBR)   | 610,17 |
| Skoky z 10 m věže | Davit Ambardzumjan (URS) | 605,79 | Vjačeslav Trošin (URS)      | 563,31  | Steffen Haage (GDR)       | 559,41 |
| Ženy              | Zlato                    | Zlato  | Stříbro                     | Stříbro | Bronz                     | Bronz  |
| Skoky z 3 m prkna | Brita Baldusová (GDR)    | 494,88 | Taťjana Aljabevová (URS)    | 493,14  | Daphne Jongejansová (NED) | 461,10 |
| Skoky z 10 m věže | Alla Lobankinová (URS)   | 455,52 | Anžela Stasjulevičová (URS) | 448,56  | Ramona Wenzelová (GDR)    | 410,91 |

## Medailová bilance
Ve skocích do vody se rozdělily celkem 4 sady medailí.
| Pořadí | Stát                             |       | Muži    | Muži  | Muži  |         | Ženy  | Ženy  | Ženy    |       | Muži + Ženy | Muži + Ženy | Muži + Ženy | Celkem |
| Pořadí | Stát                             | Zlato | Stříbro | Bronz | Zlato | Stříbro | Bronz | Zlato | Stříbro | Bronz |             |             |             | Celkem |
| ------ | -------------------------------- | ----- | ------- | ----- | ----- | ------- | ----- | ----- | ------- | ----- | ----------- | ----------- | ----------- | ------ |
| 1.     | Sovětský svaz (URS)              |       | 1       | 2     | 0     |         | 1     | 2     | 0       |       | 2           | 4           | 0           | 6      |
| 2.     | Východní Německo (GDR)           |       | 0       | 0     | 1     |         | 1     | 0     | 1       |       | 1           | 0           | 2           | 3      |
| 3.     | Bulharská lidová republika (BUL) |       | 1       | 0     | 0     |         | 0     | 0     | 0       |       | 1           | 0           | 0           | 1      |
| 4.     | Spojené království (GBR)         |       | 0       | 0     | 1     |         | 0     | 0     | 0       |       | 0           | 0           | 1           | 1      |
| 4.     | Nizozemsko (NED)                 |       | 0       | 0     | 0     |         | 0     | 0     | 1       |       | 0           | 0           | 1           | 1      |
| Celkem | Celkem                           |       | 2       | 2     | 2     |         | 2     | 2     | 2       |       | 4           | 4           | 4           | 12     |